# Steinbach (Main, Kleinostheim)
Der Steinbach ist ein rechter und nordöstlicher Zufluss des Mains bei Kleinostheim im bayerischen Spessart. Er entspringt als Spanngraben oberhalb des Johannesberger Ortsteils Steinbach.

## Geographie

### Verlauf
Ab der gleichnamigen Gemarkung trägt der Bach den Namen Steinbach. Dieser fließt in das enge Steinbachtal ein, wo man den früheren Standort der Menzenmühle vermutet. Dort mündet von rechts der Roßbach zu. Einige hundert Meter weiter ehrt an einer Felswand am Bachlauf, dem sogenannten „Jahnfelsen“, eine Tafel den Turnvater Jahn.
Am unteren Ende des Steinbachtals liegt die „Teschenhöhle“. Sie ist der Überrest eines Steinbruches, in dem Basalt gebrochen wurde. Dieses Ergussgestein füllte einen Vulkanschlot, der vor etwa 43 Millionen Jahren entstand. Der Ausbruch durchstieß eine damals hier noch nicht abgetragene Schicht Buntsandstein. 
In Kleinostheim ist der Steinbach heute komplett verrohrt und mündet unweit des LKW-Tanklagers in den Main.

### Zuflüsse
- Ketterntalgraben (links)[2]
- Roßbach (rechts)
- Hirschgründchensgraben (rechts)[2]
- Hollergraben[3] (rechts)
- Löwensteingraben (rechts, zeitweilig trocken)